# Nea Kios
Nea Kios (in greco Νέα Κίος?) è un ex comune della Grecia nella periferia del Peloponneso di 3 646 abitanti secondo i dati del censimento 2001.
È stato soppresso a seguito della riforma amministrativa detta Programma Callicrate in vigore dal gennaio 2011 ed è ora compreso nel comune di Argo-Mykines.